# 이벤트를 확인하세요
《이벤트를 확인하세요》는 2021년 8월 14일부터 2021년 9월 4일까지 UHD로 방영된 4부작 MBC 토요드라마이다.

## 기획 의도
헤어진 연인이 이벤트로 당첨된 커플 여행에 참여하게 되면서 펼쳐지는 감성 트립 멜로드라마

## 방송 시간
| 방송 채널 | 방송 기간                                          | 방송 시간                   | 방송 분량                                 |
| --------- | -------------------------------------------------- | --------------------------- | ----------------------------------------- |
| MBC TV    | 2021년 8월 14일 ~ 2021년 9월 4일[1회~4회] (본방송) | 매주 토요일 밤 9:50 ~ 11:10 | 80분 (1회당 1부 40분, 2부 30분 분할 방송) |

## 제작진

### 연출
- 김지훈
- 이한준 : ( MBC 금토드라마 《금수저》(연출) 등 연출 )

### 극본
- 김태주

## 등장인물

### 주요 인물
- 방민아 : 하송이 역
- 권화운 : 박도겸 역
- 안우연 : 서지강 역

### 놀멍놀멍 봅서
- 김희창 : 강재남 역
- 김영선 : 현경미 역
- 이진혁 : 송종호 역
- 남규희 : 노효정 역

### Adonis
- 이주명 : 장루리 역
- 도정환 : 편병원 역
- 차승엽 : 유민준 역
- 류지완 : 강호영 역

### 그 외 인물
- 박정언 : 식물원 진선경(면접관) 역
- 미상 : 하송이의 엄마 역
- 미상 : 민박집 할머니 역
- 정예나

## 시청률
최저 시청률과 최고 시청률은 시청률 조사회사와 지역별로 시청률에 차이가 있을 수 있습니다.
| 2021년      | 2021년      | 2021년         | 2021년 |
| 회차        | 방송일      | 대한민국(전국) |        |
| ----------- | ----------- | -------------- | ------ |
| 제1회       | 8월 14일    | 1.0%           |        |
| 제2회       | 8월 21일    | 0.8%           |        |
| 제3회       | 8월 28일    | 1.0%           |        |
| 제4회       | 9월 4일     | 0.8%           |        |
| 평균 시청률 | 평균 시청률 | 0.9%           |        |

## 같이 보기
- 대한민국의 텔레비전 드라마 목록 (ㄱ)
- 2021년 대한민국의 텔레비전 드라마 목록